# Karimganj
Karimganj est une ville indienne située dans le district de Karimganj dans l’État de l'Assam. 

## Géographie
La superficie de la ville de Karimganj est de 16,09 km2.
Elle a une altitude moyenne de 13 mètres.
C'est le siège administratif du district de Karimganj. 
Au recensement de 2011, sa population était de 56 854 habitants.
Karimganj est situé dans la vallée de Barak, dans le sud de l'Assam, directement à la frontière avec le Bangladesh. 
La frontière est formée par la rivière Kushiyara, un bras du Barak, sur la rive sud duquel se trouve Karimganj. 
La vallée de Barak est entourée de montagnes sur trois côtés et elle est donc largement isolée du reste de l'Assam. Historiquement et culturellement, il existe cependant des liens étroits avec le Bengale oriental (devenu le Bangladesh) et la ville de Sylhet, située à seulement 50 kilomètres de Karimganj. 
La langue majoritaire n'est pas l'assamais, la langue officielle de l'Assam, mais le bengali.

## Source de la traduction
- (en) Cet article est partiellement ou en totalité issu de l’article de Wikipédia en anglais intitulé « Karimganj » (voir la liste des auteurs).